# Practical joke

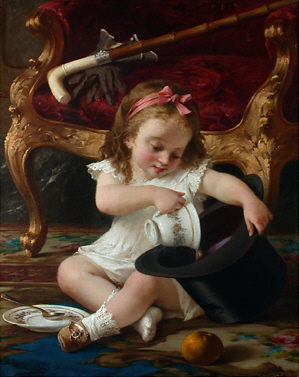
Kinderstreich van Luigi Crosio (het kind ledigt een kopje in een hoed)

Een practical joke (ook wel prank genoemd) is een plagerige grap die tot doel heeft verwarring, verbijstering, ongemak of schaamte teweeg te brengen bij het 'slachtoffer' met wie de grap wordt uitgehaald. Uiteindelijk wordt het slachtoffer, als die het nog niet door heeft, vaak verteld hoe de zaak werkelijk in elkaar stak. Practical heeft er betrekking op dat de grappenmaker geen grap vertelt maar uithaalt.
Of een slachtoffer ook humor in dit soort grappen kan ontwaren, is afhankelijk van de vorm waarin de practical joke wordt gegoten. Zeker als eenzelfde persoon al meerdere malen onvrijwillig als slachtoffer is gebruikt, kunnen practical jokes ook gewoon als kwaadwillige pesterij worden aangemerkt. Daarbij kunnen practical jokes ook onbedoeld escaleren, bijvoorbeeld bij grappen met allergieën, medicijnen of drugs of sabotage van bijvoorbeeld een fiets waardoor iemand lelijk ten val komt.
Andere practical jokes, zoals die van de 1 april-traditie, zijn voor velen en ook voor de slachtoffers een bron van vermaak.
Sinds het internettijdperk worden practical jokes vaak door degenen die ze uithalen gefilmd en op een videosite gezet. Dit wordt ook wel "prank" genoemd. Maar niet al deze filmpjes zijn echt. Bij een fake prank wordt geacteerd. Het "slachtoffer" weet wat er gaat gebeuren en speelt zijn verwarring of boosheid. Nog controversiëler wordt het wanneer zo'n fimpje zonder toestemming van het slachtoffer op het internet belandt.